# Половинська сільська рада (Половинський район)
Полови́нська сільська рада (рос. Половинский сельский совет) — сільське поселення у складі Половинського району Курганської області Росії.
Адміністративний центр — село Половинне.
Населення сільського поселення становить 6308 осіб (2017; 6981 у 2010, 8640 у 2002).
20 вересня 2018 року до складу сільського поселення були включені території ліквідованих Менщиковської сільської ради (село Менщиково, присілок Александровка, площа 156,38 км²), Новобайдарської сільської ради (село Нові Байдари, присілки Жилино, Марай, площа 218,96 км²), Хлуповської сільської ради (село Хлупово, площа 107,15 км²) та Чулошненської сільської ради (село Чулошне, присілки Нова Українка, Успенка, площа 277,67 км²).

## Склад
До складу сільського поселення входять:
| Населений пункт         | Населення, осіб (2002) | Населення, осіб (2010) |
| ----------------------- | ---------------------- | ---------------------- |
| Александровка, присілок | 101                    | 23                     |
| Дубровка, присілок      | 136                    | 107                    |
| Жилино, присілок        | 218                    | 161                    |
| Марай, присілок         | 413                    | 310                    |
| Менщиково, село         | 283                    | 108                    |
| Нова Українка, присілок | 140                    | 68                     |
| Нові Байдари, село      | 270                    | 159                    |
| Петровка, присілок      | 157                    | 97                     |
| Половинне, село         | 5221                   | 4645                   |
| Трубецький, селище      | 42                     | 32                     |
| Успенка, присілок       | 152                    | 97                     |
| Філіппово, присілок     | 274                    | 224                    |
| Хлупово, село           | 704                    | 572                    |
| Чулошне, село           | 529                    | 378                    |